# Nowomalin (gmina)
Nowomalin (do 1922 Kuniów) – dawna gmina wiejska istniejąca w latach 1922–1939 w woj. wołyńskim. Siedzibą gminy był Nowomalin, a następnie Międzyrzecz.
Gmina Nowomalin powstała 6 maja 1922 roku w powiecie ostrogskim w woj. wołyńskim, w związku z przemianowaniem gminy Kuniów na Nowo-Malin. 1 stycznia 1925 roku powiat ostrogski przekształcono w powiat zdołbunowski (wraz ze znacznymi zmianami terytorialnymi).
Według stanu z dnia 4 stycznia 1936 roku gmina składała się z 18 gromad. Po wojnie obszar gminy Nowomalin został odłączony od Polski i wszedł w struktury administracyjne Ukraińskiej SRR
W 1810 roku w Nowomalinie urodził się Tomasz Oskar Sosnowski – polski rzeźbiarz.